# Takao Kawaguchi

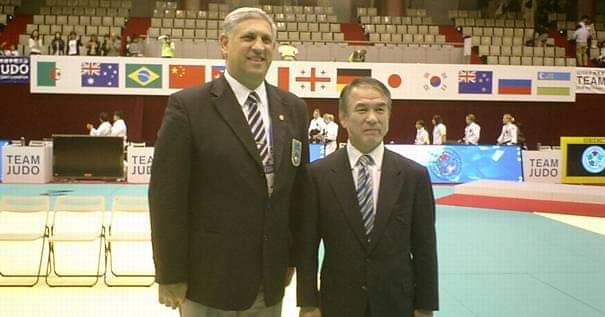
Keyvan Dehnad et Takao Kawaguchi.

Pour les articles homonymes, voir Kawaguchi (homonymie).
Takao Kawaguchi (川口孝夫, Kawaguchi Takao), né le 13 avril 1950 à Hiroshima, est un judoka japonais évoluant dans les années 1970 dans la catégorie des moins de 63 kg (poids légers). Il est sacré champion olympique en 1972.

## Palmarès
| Année | Compétition           | Lieu         | Résultat | Catégorie      |
| ----- | --------------------- | ------------ | -------- | -------------- |
| 1970  | Championnats d'Asie   | Kaohsiung    | 1er      | Moins de 63 kg |
| 1971  | Championnats du monde | Ludwigshafen | 1er      | Moins de 63 kg |
| 1972  | Jeux olympiques       | Munich       | 1er      | Moins de 63 kg |
| 1973  | Championnats du monde | Lausanne     | 2e       | Moins de 63 kg |